# العلاقات الأرجنتينية اللاتفية
العلاقات الأرجنتينية اللاتفية هي العلاقات الثنائية التي تجمع بين الأرجنتين ولاتفيا.

## مقارنة بين البلدين
هذه مقارنة عامة ومرجعية للدولتين:
| وجه المقارنة                                              | الأرجنتين                                               | لاتفيا                                             |
| --------------------------------------------------------- | ------------------------------------------------------- | -------------------------------------------------- |
| المساحة (كم2)                                             | 2.78 مليون                                              | 64.59 ألف                                          |
| عدد السكان (نسمة)                                         | 44.27 مليون                                             | 1.93 مليون                                         |
| الكثافة السكانية (ن./كم²)                                 | 15.92                                                   | 29.88                                              |
| العاصمة                                                   | بوينس آيرس                                              | ريغا                                               |
| اللغة الرسمية                                             | اللغة الإسبانية                                         | اللغة اللاتفية                                     |
| العملة                                                    | البيزو الأرجنتيني 1983 ‏، بيزو أرجنتيني، أسترال أرجنتيني | يورو، لاتس لاتفي، الروبل اللاتفي ‏، الروبل اللاتفي ‏ |
| الناتج المحلي الإجمالي (بليون دولار)                      | 637.59 مليار                                            | 30.26 مليار                                        |
| الناتج المحلي الإجمالي (تعادل القوة الشرائية) بليون دولار | 883.02 مليار                                            | 49.24 مليار                                        |
| الناتج المحلي الإجمالي الاسمي للفرد دولار أمريكي          | 13.43 ألف                                               | 14.06 ألف                                          |
| الناتج المحلي الإجمالي للفرد دولار أمريكي                 |                                                         | 23.55 ألف                                          |
| مؤشر التنمية البشرية                                      | 0.827                                                   | 0.819                                              |
| رمز المكالمات الدولي                                      | +54                                                     | +371                                               |
| رمز الإنترنت                                              | .ar                                                     | .lv                                                |
| المنطقة الزمنية                                           | 00                                                      | ت ع م+02:00، ت ع م+03:00، أوروبا/ريغا ‏             |

## منظمات دولية مشتركة
يشترك البلدان في عضوية مجموعة من المنظمات الدولية، منها:
| علم المنظمة | اسم المنظمة                               | تاريخ انضمام الأرجنتين | تاريخ انضمام لاتفيا |
| ----------- | ----------------------------------------- | ---------------------- | ------------------- |
|             | المنظمة الهيدروغرافية الدولية             | ?                      | ?                   |
|             | منظمة الشرطة الجنائية الدولية             | ?                      | ?                   |
|             | الاتحاد البريدي العالمي                   | ?                      | ?                   |
|             | منظمة التجارة العالمية                    | ?                      | 1999                |
|             | الفريق المعني برصد الأرض                  | ?                      | ?                   |
|             | مجموعة الموردين النوويين                  | ?                      | ?                   |
|             | مؤسسة التنمية الدولية                     | 3 أغسطس 1962           | 11 أغسطس 1992       |
|             | مؤسسة التمويل الدولية                     | 13 أكتوبر 1959         | 29 سبتمبر 1993      |
|             | منظمة حظر الأسلحة الكيميائية              | ?                      | ?                   |
|             | الأمم المتحدة                             | 24 أكتوبر 1945         | 17 سبتمبر 1991      |
|             | الاتحاد الدولي للاتصالات                  | 1889                   | 11 ديسمبر 1921      |
|             | البنك الدولي للإنشاء والتعمير             | 20 سبتمبر 1956         | 11 أغسطس 1992       |
|             | مجموعة أستراليا                           | 1993                   | 2004                |
|             | المركز الدولي لتسوية المنازعات الاستشارية | 18 نوفمبر 1994         | 7 سبتمبر 1997       |
|             | وكالة ضمان الاستثمار متعدد الأطراف        | 11 فبراير 1992         | 21 أغسطس 1998       |
|             | يونسكو                                    | 15 سبتمبر 1948         | 9 يوليو 1951        |

## وصلات خارجية
- موقع وزارة الخارجية الأرجنتينية
- موقع وزارة الخارجية اللاتفية